# Coupe de Pologne de football 2018-2019
Navigation
Coupe de Pologne 2017-2018 Coupe de Pologne 2019-2020
La Coupe de Pologne de football 2018-2019 (Puchar Polski w piłce nożnej 2018-2019 en polonais, ou Totolotek Puchar Polski  2018-2019 pour des raisons de parrainage) est la 65e édition de la Coupe de Pologne, qui oppose chaque année les clubs des trois premières divisions de Pologne ainsi que les seize vainqueurs des coupes régionales. La compétition commence le 7 août 2018 et se termine le 2 mai 2019.
Le Legia Varsovie met pour la 19e fois de son histoire son titre en jeu, un record pour la compétition, après avoir disposé de l' Arka Gdynia lors de l'édition précédente.
Le vainqueur de l'épreuve se qualifie pour le deuxième tour préliminaire de la Ligue Europa 2019-2020, sauf s'il remporte le championnat et se qualifie donc pour le premier tour de qualification de la Ligue des champions. Dans ce cas, le billet européen est attribué au deuxième du championnat, et le quatrième récupère la dernière place qualificative pour la Ligue Europa.
La finale de la Coupe de Pologne se déroule au stade national de Varsovie le 2 mai. Elle oppose le Jagiellonia Białystok au Lechia Gdańsk, deux clubs qui ne l'ont gagné qu'une seule fois dans leur histoire. Longtemps indécise, la finale bascule dans les derniers instants de jeu vers le Lechia, qui l'emporte grâce à un but d'Artur Sobiech à la 96e minute (lors des arrêts de jeu).

## Déroulement de la compétition
Contrairement aux éditions précédentes, la compétition ne se déroule plus que sur le format de matchs simples (jusqu'alors, les quarts et les demies se jouaient sur deux matchs aller et retour).
L'entrée des différents clubs dans la compétition évolue également : le tour préliminaire ne concerne plus que les huit clubs les moins bien classés de troisième division l'année précédente, tandis que ceux engagés en première et deuxième division ainsi que les clubs restants de troisième division et les seize vainqueurs des coupes régionales font leur entrée lors des trente-deuxièmes de finale.

## Nombre d'équipes par division et par tour
- Date d'entrée des clubs :
  - Tour préliminaire : 8 clubs les moins bien classés de 3e division 2017-2018 ;
  - 32es de finale : 16 clubs de 1re division 2017-2018, 18 clubs de 2e division 2017-2018, 10 clubs les mieux classés de 3e division 2017-2018, 16 vainqueurs de coupes régionales.

| Divisions \ Manches    | Tour prélim. (4 matches) | 32es de finale | Seizièmes de finale | Huitièmes de finale | Quarts de finale | Demi- finales | Finale |
| ---------------------- | ------------------------ | -------------- | ------------------- | ------------------- | ---------------- | ------------- | ------ |
| Ekstraklasa 16 équipes | non présents             | 16             | 11                  | 8                   | 5                | 3             | 2      |
| I liga 18 équipes      | non présents             | 18             | 10                  | 6                   | 3                | 1             | aucun  |
| II liga 18 équipes     | 4                        | 13             | 5                   | 1                   | aucun            | aucun         | aucun  |
| III liga               | 4                        | 10             | 6                   | 1                   | aucun            | aucun         | aucun  |
| IV liga                | non présents             | 5              | aucun               | aucun               | aucun            | aucun         | aucun  |
| Clubs amateurs         | non présents             | 2              | aucun               | aucun               | aucun            | aucun         | aucun  |
| Total                  | 8                        | 64             | 32                  | 16                  | 8                | 4             | 2      |

## Le parcours des clubs de première division
Tous les clubs d'Ekstraklasa font leur entrée dans la compétition lors des trente-deuxièmes de finale.
Voici leur parcours respectif :
| Club                   | Parcours lors de la saison 2017-18 | Parcours cette saison                                                  |
| ---------------------- | ---------------------------------- | ---------------------------------------------------------------------- |
| Legia Varsovie         | Vainqueur                          | Quarts de finale – Éliminé par le Raków Częstochowa (D2)               |
| Arka Gdynia            | Finaliste                          | Huitièmes de finale – Éliminé par le Jagiellonia Białystok             |
| Górnik Zabrze          | Demi-finales                       | Quarts de finale – Éliminé par le Lechia Gdańsk                        |
| Korona Kielce          | Demi-finales                       | Trente-deuxièmes de finale – Éliminé par le Wisła Sandomierz (D4)      |
| Zagłębie Lubin         | Quarts de finale                   | Trente-deuxièmes de finale – Éliminé par le Huragan Morąg (D4)         |
| Cracovia               | Huitièmes de finale                | Seizièmes de finale – Éliminé par le Bruk-Bet Termalica Nieciecza (D2) |
| Piast Gliwice          | Huitièmes de finale                | Seizièmes de finale – Éliminé par le Legia Varsovie                    |
| Pogoń Szczecin         | Huitièmes de finale                | Trente-deuxièmes de finale – Éliminé par le GKS Katowice (D2)          |
| Wisła Cracovie         | Huitièmes de finale                | Trente-deuxièmes de finale – Éliminé par le Lechia Gdańsk              |
| Jagiellonia Białystok  | Seizièmes de finale                | Finaliste – Battu par le Lechia Gdańsk                                 |
| Lech Poznań            | Seizièmes de finale                | Seizièmes de finale – Éliminé par le Raków Częstochowa (D2)            |
| Lechia Gdańsk          | Seizièmes de finale                | Vainqueur – Bat le Jagiellonia Białystok                               |
| Miedź Legnica (P)      | Seizièmes de finale                | Demi-finales – Éliminé par le Jagiellonia Białystok                    |
| Śląsk Wrocław          | Seizièmes de finale                | Huitièmes de finale – Éliminé par le Miedź Legnica                     |
| Wisła Płock            | Seizièmes de finale                | Huitièmes de finale – Éliminé par le Puszcza Niepołomice (D2)          |
| Zagłębie Sosnowiec (P) | Seizièmes de finale                | Trente-deuxièmes de finale – Éliminé par l'Olimpia Grudziądz (D3)      |

## Compétition

### Tour préliminaire
Les matchs ont lieu les 7 et 8 août 2018. 
| Club (division)        | Score             | Club (division)           | Affluence |
| ---------------------- | ----------------- | ------------------------- | --------- |
| Stal Stalowa Wola (D3) | 2 – 3             | Legionovia Legionowo (D4) | 400       |
| ROW Rybnik (D3)        | 1 – 1 (5 – 4 tab) | Gwardia Koszalin (D4)     | 241       |
| Znicz Pruszków (D3)    | 1 – 2             | Wisła Puławy (D4)         | 170       |
| Błękitni Stargard (D3) | 1 – 2             | MKS Kluczbork (D4)        | 300       |

### Trente-deuxièmes de finale
Les clubs marqués d'un astérisque sont les vainqueurs des seize coupes régionales.
| Club (division)                   | Score             | Club (division)                   | Affluence |
| --------------------------------- | ----------------- | --------------------------------- | --------- |
| ŁKS Łódź (D2)                     | 0 – 1 (a.p.)      | Lech Poznań (D1)                  | 4 006     |
| Chojniczanka Chojnice (D2)        | 0 – 1             | Legia Varsovie (D1)               | 3 740     |
| Lechia Dzierżoniów (D4) *         | 0 – 1             | Jagiellonia Białystok (D1)        | 998       |
| Unia Hrubieszów (D6) *            | 0 – 9             | Górnik Zabrze (D1)                | 1 470     |
| Victoria Sulejówek (D4) *         | 0 – 4             | Raków Częstochowa (D2)            | 750       |
| Ruch Chorzów (D3)                 | 1 – 5             | Odra Opole (D2)                   | 2 853     |
| Olimpia Elbląg (D3)               | 0 – 3             | Śląsk Wrocław (D1)                | 1 333     |
| Pogoń Siedlce (D3)                | 2 – 1             | Stal Mielec (D2)                  | 240       |
| Polonia Głubczyce (D5) *          | 0 – 8             | Chrobry Głogów (D2)               | 510       |
| GKS Drwinia (D5) *                | 0 – 1             | Wisła Puławy (D4)                 | 550       |
| Polonia Środa Wielkopolska (D4) * | 4 – 3             | Radomiak Radom (D3)               | 500       |
| Tur Bielsk Podlaski (D5) *        | 1 – 4             | Bruk-Bet Termalica Nieciecza (D2) |           |
| GKS 1962 Jastrzębie (D2)          | 1 – 2             | Piast Gliwice (D1)                | 1 917     |
| MKS Kluczbork (D4)                | 0 – 2             | Podbeskidzie Bielsko-Biała (D2)   | 380       |
| ROW Rybnik (D3)                   | 1 – 3             | Cracovia (D1)                     | 1 009     |
| GKS Katowice (D2)                 | 1 – 1 (4 – 3 tab) | Pogoń Szczecin (D1)               | 2 800     |
| KS Paradyż (D7) *                 | 0 – 7             | Puszcza Niepołomice (D2)          | 183       |
| KP Starogard Gdański (D4) *       | 1 – 0             | Górnik Łęczna (D3)                | 350       |
| Olimpia Grudziądz (D3)            | 0 – 0 (5 – 3 tab) | Zagłębie Sosnowiec (D1)           | 1 200     |
| Falubaz Zielona Góra (D5) *       | 0 – 1             | Wigry Suwałki (D2)                | 780       |
| Resovia (D3) *                    | 2 – 0             | Warta Poznań (D2)                 | 422       |
| Sandecja Nowy Sącz (D2)           | 0 – 3             | Miedź Legnica (D1)                | 1 253     |
| Bałtyk Koszalin (D4) *            | 1 – 3 (a.p.)      | Rozwój Katowice (D3)              | 100       |
| Huragan Morąg (D4) *              | 3 – 2             | Zagłębie Lubin (D1)               | 506       |
| Legionovia Legionowo (D4)         | 2 – 1             | GKS Tychy (D2)                    | 400       |
| Wisła Sandomierz (D4) *           | 3 – 2             | Korona Kielce (D1)                | 1 800     |
| Wisła Cracovie (D1)               | 1 – 1 (4 – 5 tab) | Lechia Gdańsk (D1)                | 6 237     |
| Siarka Tarnobrzeg (D3)            | 1 – 4             | Wisła Płock (D1)                  | 756       |
| Śląsk Świętochłowice (D5) *       | 0 – 3             | Arka Gdynia (D1)                  | 700       |
| GKS Bełchatów (D3)                | 1 – 1 (6 – 5 tab) | Garbarnia Cracovie (D2)           | 620       |
| Gryf Wejherowo (D3)               | 1 – 3             | Stomil Olsztyn (D2)               | 355       |
| Elana Toruń (D3) *                | 1 – 3             | Bytovia Bytów (D2)                | 110       |

### Seizièmes de finale
Les matchs ont lieu les 30, 31 octobre et 7 novembre 2018.
| Club (division)                   | Score             | Club (division)                 | Affluence |
| --------------------------------- | ----------------- | ------------------------------- | --------- |
| Bytovia Bytów (D2)                | 0 – 3             | Śląsk Wrocław (D1)              |           |
| Huragan Morąg (D4)                | 0 – 1             | Arka Gdynia (D1)                | 1 500     |
| Pogoń Siedlce (D3)                | 1 – 2             | Chrobry Głogów (D2)             | 863       |
| GKS Katowice (D2)                 | 0 – 1 (a.p.)      | Jagiellonia Białystok (D1)      | 2 880     |
| GKS Bełchatów (D3)                | 0 – 1             | Miedź Legnica (D1)              | 1 020     |
| Bruk-Bet Termalica Nieciecza (D2) | 2 – 0             | Cracovia (D1)                   | 1 466     |
| Wisła Sandomierz (D4)             | 3 – 2 (a.p.)      | Podbeskidzie Bielsko-Biała (D2) | 500       |
| Wisła Puławy (D4)                 | 0 – 1             | Rozwój Katowice (D3)            | 250       |
| Resovia (D3)                      | 1 – 3             | Lechia Gdańsk (D1)              | 4 150     |
| Wigry Suwałki (D2)                | 3 – 2             | Stomil Olsztyn (D2)             | 1 055     |
| Piast Gliwice (D1)                | 1 – 1 (2 – 4 tab) | Legia Varsovie (D1)             | 3 508     |
| Legionovia Legionowo (D4)         | 0 – 1             | Górnik Zabrze (D1)              | 631       |
| Polonia Środa Wielkopolska (D4)   | 0 – 1             | Odra Opole (D2)                 | 1 550     |
| KP Starogard Gdański (D4)         | 1 – 3             | Puszcza Niepołomice (D2)        | 460       |
| Raków Częstochowa (D2)            | 1 – 0             | Lech Poznań (D1)                | 4 000     |
| Olimpia Grudziądz (D3)            | 2 – 7             | Wisła Płock (D1)                | 998       |

### Huitièmes de finale
Les matchs ont lieu les 4, 5 et 6 décembre 2018.
| Club (division)                   | Score        | Club (division)            | Affluence |
| --------------------------------- | ------------ | -------------------------- | --------- |
| Wigry Suwałki (D2)                | 0 – 3        | Raków Częstochowa (D2)     | 774       |
| Puszcza Niepołomice (D2)          | 3 – 1        | Wisła Płock (D1)           | 1 384     |
| Chrobry Głogów (D2)               | 0 – 3        | Legia Varsovie (D1)        | 2 670     |
| Wisła Sandomierz (D4)             | 0 – 1        | Odra Opole (D2)            | 700       |
| Śląsk Wrocław (D1)                | 0 – 1        | Miedź Legnica (D1)         | 4 008     |
| Arka Gdynia (D1)                  | 0 – 2        | Jagiellonia Białystok (D1) | 2 466     |
| Rozwój Katowice (D3)              | 1 – 4 (a.p.) | Górnik Zabrze (D1)         | 970       |
| Bruk-Bet Termalica Nieciecza (D2) | 1 – 3        | Lechia Gdańsk (D1)         | 1 284     |

### Quarts de finale
Les matchs ont lieu les 27 février, 12, 13 et 14 mars 2019.
| Club (division)          | Score        | Club (division)            | Affluence |
| ------------------------ | ------------ | -------------------------- | --------- |
| Puszcza Niepołomice (D2) | 0 – 1        | Miedź Legnica (D1)         |           |
| Górnik Zabrze (D1)       | 1 – 2        | Lechia Gdańsk (D1)         | 8 462     |
| Odra Opole (D2)          | 0 – 2        | Jagiellonia Białystok (D1) | 3 897     |
| Raków Częstochowa (D2)   | 2 – 1 (a.p.) | Legia Varsovie (D1)        | 3 990     |

### Demi-finales
Les matchs ont lieu les 9 et 10 avril 2019.
| Club (division)            | Score | Club (division)    | Affluence |
| -------------------------- | ----- | ------------------ | --------- |
| Raków Częstochowa (D2)     | 0 – 1 | Lechia Gdańsk (D1) | 4 820     |
| Jagiellonia Białystok (D1) | 2 – 1 | Miedź Legnica (D1) | 18 115    |

### Finale

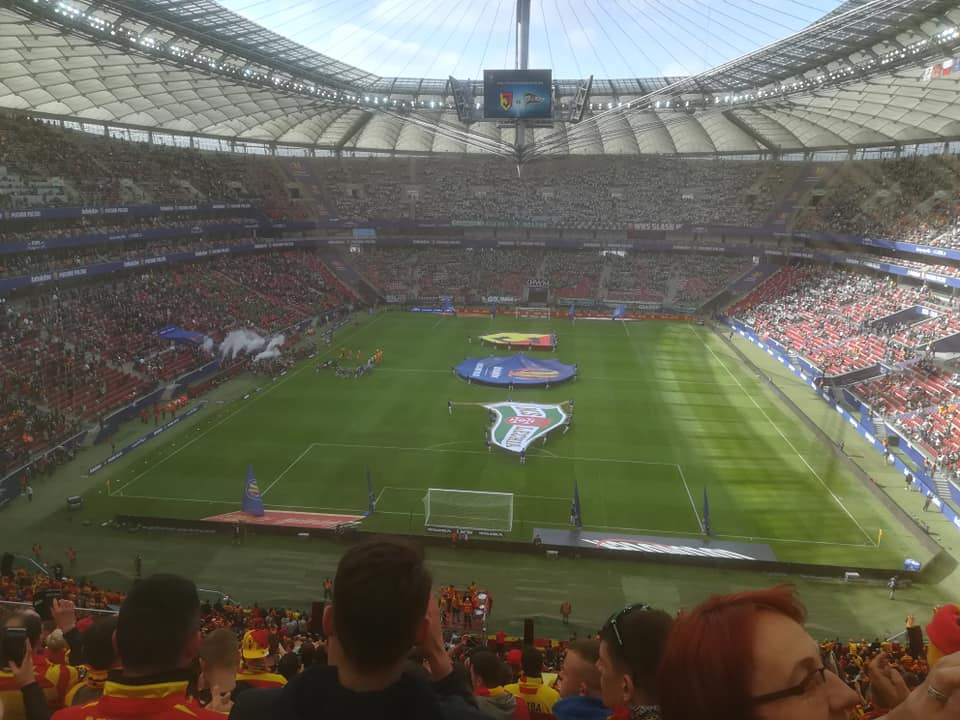
Présentation des équipes avant la finale au stade national.

La finale se joue le 2 mai 2019 au stade national de Varsovie, et oppose le Jagiellonia Białystok au Lechia Gdańsk. Les deux clubs ont chacun à leur palmarès une seule victoire dans la compétition, acquise en 2010 pour le Jagiellonia (succès sur le Pogon Szczecin, un but à zéro) et en 1983 pour le Lechia (victoire deux à un contre le Piast Gliwice), alors qu'il évolue en troisième division cette saison.
Malgré le peu d'occasions en première période puis en seconde, le match est dominé dans l'ensemble par le Jagiellonia, tandis que le Lechia reste fort en défense. Après un long arrêt du match pour cause de fumigènes, le Lechia pense faire basculer la rencontre avec un but de Flávio Paixão à la 86e minute, mais celui-ci est refusé par la VAR pour cause de hors-jeu.
Finalement, le Portugais Paixão réussit à faire la différence dix minutes plus tard grâce à un centre de la droite, coupé par Artur Sobiech qui devance le gardien adverse alors que la défense du Jaga n'était pas attentive,.
| Titulaires :    |                       |       |
|                 |                       |       |
| 25              | Marián Kelemen        |       |
| 2               | Andrej Kadlec         | 90+7e |
| 17              | Ivan Runje            |       |
| 15              | Zoran Arsenić         |       |
| 19              | Böðvar Böðvarsson     |       |
| 6               | Taras Romanczuk       |       |
| 20              | Marko Poletanović     | 90e   |
| 9               | Arvydas Novikovas     |       |
| 11              | Jesús Imaz            |       |
| 12              | Guilherme             |       |
| 98              | Patryk Klimala        |       |
|                 |                       |       |
| Remplaçants :   |                       |       |
| 29              | Grzegorz Sandomierski |       |
| 5               | Nemanja Mitrović      |       |
| 7               | Jakub Wójcicki        | 90+7e |
| 77              | Martin Košťál         |       |
| 26              | Martin Pospíšil       |       |
| 99              | Bartosz Kwiecień      | 90e   |
| 30              | Maciej Twarowski      |       |
|                 |                       |       |
| Entraîneur :    |                       |       |
| Ireneusz Mamrot |                       |       |

| Titulaires :    |                   |       |
|                 |                   |       |
| 1               | Zlatan Alomerović |       |
| 3               | João Nunes        |       |
| 25              | Michał Nalepa     |       |
| 26              | Błażej Augustyn   |       |
| 22              | Filip Mladenović  |       |
| 35              | Daniel Łukasik    | 90+1e |
| 6               | Jarosław Kubicki  |       |
| 36              | Tomasz Makowski   |       |
| 11              | Konrad Michalak   | 69e   |
| 17              | Lukáš Haraslín    | 90+8e |
| 28              | Flávio Paixão     |       |
|                 |                   |       |
| Remplaçants :   |                   |       |
| 12              | Dušan Kuciak      |       |
| 5               | Steven Vitória    | 90+1e |
| 19              | Karol Fila        |       |
| 8               | Michał Mak        |       |
| 9               | Patryk Lipski     | 90+8e |
| 29              | Mateusz Żukowski  |       |
| 90              | Artur Sobiech     | 69e   |
|                 |                   |       |
| Entraîneur :    |                   |       |
| Piotr Stokowiec |                   |       |

| Titulaires :    |                       |       |
|                 |                       |       |
| 25              | Marián Kelemen        |       |
| 2               | Andrej Kadlec         | 90+7e |
| 17              | Ivan Runje            |       |
| 15              | Zoran Arsenić         |       |
| 19              | Böðvar Böðvarsson     |       |
| 6               | Taras Romanczuk       |       |
| 20              | Marko Poletanović     | 90e   |
| 9               | Arvydas Novikovas     |       |
| 11              | Jesús Imaz            |       |
| 12              | Guilherme             |       |
| 98              | Patryk Klimala        |       |
|                 |                       |       |
| Remplaçants :   |                       |       |
| 29              | Grzegorz Sandomierski |       |
| 5               | Nemanja Mitrović      |       |
| 7               | Jakub Wójcicki        | 90+7e |
| 77              | Martin Košťál         |       |
| 26              | Martin Pospíšil       |       |
| 99              | Bartosz Kwiecień      | 90e   |
| 30              | Maciej Twarowski      |       |
|                 |                       |       |
| Entraîneur :    |                       |       |
| Ireneusz Mamrot |                       |       |

| Titulaires :    |                   |       |
|                 |                   |       |
| 1               | Zlatan Alomerović |       |
| 3               | João Nunes        |       |
| 25              | Michał Nalepa     |       |
| 26              | Błażej Augustyn   |       |
| 22              | Filip Mladenović  |       |
| 35              | Daniel Łukasik    | 90+1e |
| 6               | Jarosław Kubicki  |       |
| 36              | Tomasz Makowski   |       |
| 11              | Konrad Michalak   | 69e   |
| 17              | Lukáš Haraslín    | 90+8e |
| 28              | Flávio Paixão     |       |
|                 |                   |       |
| Remplaçants :   |                   |       |
| 12              | Dušan Kuciak      |       |
| 5               | Steven Vitória    | 90+1e |
| 19              | Karol Fila        |       |
| 8               | Michał Mak        |       |
| 9               | Patryk Lipski     | 90+8e |
| 29              | Mateusz Żukowski  |       |
| 90              | Artur Sobiech     | 69e   |
|                 |                   |       |
| Entraîneur :    |                   |       |
| Piotr Stokowiec |                   |       |

## Tableau final
|  | Huitièmes de finale          | Huitièmes de finale          | Huitièmes de finale   | Huitièmes de finale   |                       |                       | Quarts de finale | Quarts de finale | Quarts de finale | Quarts de finale |  |  | Demi-finales | Demi-finales | Demi-finales | Demi-finales |  |  | Finale                                  | Finale | Finale | Finale |
|  |                              |                              |                       |                       |                       |                       |                  |                  |                  |                  |  |  |              |              |              |              |  |  |                                         |        |        |        |
|  |                              |                              |                       |                       |                       |                       |                  |                  |                  |                  |  |  |              |              |              |              |  |  | 2 mai 2019 – stade national de Varsovie |        |        |        |
|  | Wisła Sandomierz             | Wisła Sandomierz             | 0                     | 0                     |                       |                       |                  |                  |                  |                  |  |  |              |              |              |              |  |  |                                         |        |        |        |
|  | Wisła Sandomierz             | Wisła Sandomierz             | 0                     | 0                     |                       |                       |                  |                  |                  |                  |  |  |              |              |              |              |  |  |                                         |        |        |        |
|  | Odra Opole                   | Odra Opole                   | 1                     | 1                     |                       |                       |                  |                  |                  |                  |  |  |              |              |              |              |  |  |                                         |        |        |        |
|  | Odra Opole                   | Odra Opole                   | 1                     | 1                     | Odra Opole            | Odra Opole            | 0                | 0                |                  |                  |  |  |              |              |              |              |  |  |                                         |        |        |        |
|  |                              |                              |                       |                       | Odra Opole            | Odra Opole            | 0                | 0                |                  |                  |  |  |              |              |              |              |  |  |                                         |        |        |        |
|  |                              |                              | Jagiellonia Białystok | Jagiellonia Białystok | 2                     | 2                     |                  |                  |                  |                  |  |  |              |              |              |              |  |  |                                         |        |        |        |
|  | Arka Gdynia                  | Arka Gdynia                  | Jagiellonia Białystok | Jagiellonia Białystok | 2                     | 2                     | 0                | 0                |                  |                  |  |  |              |              |              |              |  |  |                                         |        |        |        |
|  | Arka Gdynia                  | Arka Gdynia                  |                       |                       |                       |                       |                  | 0                |                  |                  |  |  |              |              |              |              |  |  |                                         |        |        |        |
|  | Jagiellonia Białystok        | Jagiellonia Białystok        | 2                     | 2                     |                       |                       |                  |                  |                  |                  |  |  |              |              |              |              |  |  |                                         |        |        |        |
|  | Jagiellonia Białystok        | Jagiellonia Białystok        | 2                     | 2                     | Jagiellonia Białystok | Jagiellonia Białystok | 2                | 2                |                  |                  |  |  |              |              |              |              |  |  |                                         |        |        |        |
|  |                              |                              |                       |                       | Jagiellonia Białystok | Jagiellonia Białystok | 2                | 2                |                  |                  |  |  |              |              |              |              |  |  |                                         |        |        |        |
|  |                              |                              | Miedź Legnica         | Miedź Legnica         | 1                     | 1                     |                  |                  |                  |                  |  |  |              |              |              |              |  |  |                                         |        |        |        |
|  | Puszcza Niepołomice          | Puszcza Niepołomice          | Miedź Legnica         | Miedź Legnica         | 1                     | 1                     | 3                | 3                |                  |                  |  |  |              |              |              |              |  |  |                                         |        |        |        |
|  | Puszcza Niepołomice          | Puszcza Niepołomice          |                       |                       |                       |                       |                  | 3                |                  |                  |  |  |              |              |              |              |  |  |                                         |        |        |        |
|  | Wisła Płock                  | Wisła Płock                  | 1                     | 1                     |                       |                       |                  |                  |                  |                  |  |  |              |              |              |              |  |  |                                         |        |        |        |
|  | Wisła Płock                  | Wisła Płock                  | 1                     | 1                     | Puszcza Niepołomice   | Puszcza Niepołomice   | 0                | 0                |                  |                  |  |  |              |              |              |              |  |  |                                         |        |        |        |
|  |                              |                              |                       |                       | Puszcza Niepołomice   | Puszcza Niepołomice   | 0                | 0                |                  |                  |  |  |              |              |              |              |  |  |                                         |        |        |        |
|  |                              |                              | Miedź Legnica         | Miedź Legnica         | 1                     | 1                     |                  |                  |                  |                  |  |  |              |              |              |              |  |  |                                         |        |        |        |
|  | Śląsk Wrocław                | Śląsk Wrocław                | Miedź Legnica         | Miedź Legnica         | 1                     | 1                     | 0                | 0                |                  |                  |  |  |              |              |              |              |  |  |                                         |        |        |        |
|  | Śląsk Wrocław                | Śląsk Wrocław                |                       |                       |                       |                       |                  | 0                |                  |                  |  |  |              |              |              |              |  |  |                                         |        |        |        |
|  | Miedź Legnica                | Miedź Legnica                | 1                     | 1                     |                       |                       |                  |                  |                  |                  |  |  |              |              |              |              |  |  |                                         |        |        |        |
|  | Miedź Legnica                | Miedź Legnica                | 1                     | 1                     | Jagiellonia Białystok | Jagiellonia Białystok | 0                | 0                |                  |                  |  |  |              |              |              |              |  |  |                                         |        |        |        |
|  |                              |                              |                       |                       | Jagiellonia Białystok | Jagiellonia Białystok | 0                | 0                |                  |                  |  |  |              |              |              |              |  |  |                                         |        |        |        |
|  |                              |                              | Lechia Gdańsk         | Lechia Gdańsk         | 1                     | 1                     |                  |                  |                  |                  |  |  |              |              |              |              |  |  |                                         |        |        |        |
|  | Wigry Suwałki                | Wigry Suwałki                | Lechia Gdańsk         | Lechia Gdańsk         | 1                     | 1                     | 0                | 0                |                  |                  |  |  |              |              |              |              |  |  |                                         |        |        |        |
|  | Wigry Suwałki                | Wigry Suwałki                |                       |                       |                       |                       |                  | 0                |                  |                  |  |  |              |              |              |              |  |  |                                         |        |        |        |
|  | Raków Częstochowa            | Raków Częstochowa            | 3                     | 3                     |                       |                       |                  |                  |                  |                  |  |  |              |              |              |              |  |  |                                         |        |        |        |
|  | Raków Częstochowa            | Raków Częstochowa            | 3                     | 3                     | Raków Częstochowa     | Raków Częstochowa     | 2ap              | 2ap              |                  |                  |  |  |              |              |              |              |  |  |                                         |        |        |        |
|  |                              |                              |                       |                       | Raków Częstochowa     | Raków Częstochowa     | 2ap              | 2ap              |                  |                  |  |  |              |              |              |              |  |  |                                         |        |        |        |
|  |                              |                              | Legia Varsovie        | Legia Varsovie        | 1                     | 1                     |                  |                  |                  |                  |  |  |              |              |              |              |  |  |                                         |        |        |        |
|  | Chrobry Głogów               | Chrobry Głogów               | Legia Varsovie        | Legia Varsovie        | 1                     | 1                     | 0                | 0                |                  |                  |  |  |              |              |              |              |  |  |                                         |        |        |        |
|  | Chrobry Głogów               | Chrobry Głogów               |                       |                       |                       |                       |                  | 0                |                  |                  |  |  |              |              |              |              |  |  |                                         |        |        |        |
|  | Legia Varsovie               | Legia Varsovie               | 3                     | 3                     |                       |                       |                  |                  |                  |                  |  |  |              |              |              |              |  |  |                                         |        |        |        |
|  | Legia Varsovie               | Legia Varsovie               | 3                     | 3                     | Raków Częstochowa     | Raków Częstochowa     | 0                | 0                |                  |                  |  |  |              |              |              |              |  |  |                                         |        |        |        |
|  |                              |                              |                       |                       | Raków Częstochowa     | Raków Częstochowa     | 0                | 0                |                  |                  |  |  |              |              |              |              |  |  |                                         |        |        |        |
|  |                              |                              | Lechia Gdańsk         | Lechia Gdańsk         | 1                     | 1                     |                  |                  |                  |                  |  |  |              |              |              |              |  |  |                                         |        |        |        |
|  | Rozwój Katowice              | Rozwój Katowice              | Lechia Gdańsk         | Lechia Gdańsk         | 1                     | 1                     | 1                | 1                |                  |                  |  |  |              |              |              |              |  |  |                                         |        |        |        |
|  | Rozwój Katowice              | Rozwój Katowice              |                       |                       |                       |                       |                  | 1                |                  |                  |  |  |              |              |              |              |  |  |                                         |        |        |        |
|  | Górnik Zabrze                | Górnik Zabrze                | 4ap                   | 4ap                   |                       |                       |                  |                  |                  |                  |  |  |              |              |              |              |  |  |                                         |        |        |        |
|  | Górnik Zabrze                | Górnik Zabrze                | 4ap                   | 4ap                   | Górnik Zabrze         | Górnik Zabrze         | 1                | 1                |                  |                  |  |  |              |              |              |              |  |  |                                         |        |        |        |
|  |                              |                              |                       |                       | Górnik Zabrze         | Górnik Zabrze         | 1                | 1                |                  |                  |  |  |              |              |              |              |  |  |                                         |        |        |        |
|  |                              |                              | Lechia Gdańsk         | Lechia Gdańsk         | 2                     | 2                     |                  |                  |                  |                  |  |  |              |              |              |              |  |  |                                         |        |        |        |
|  | Bruk-Bet Termalica Nieciecza | Bruk-Bet Termalica Nieciecza | Lechia Gdańsk         | Lechia Gdańsk         | 2                     | 2                     | 1                | 1                |                  |                  |  |  |              |              |              |              |  |  |                                         |        |        |        |
|  | Bruk-Bet Termalica Nieciecza | Bruk-Bet Termalica Nieciecza |                       |                       |                       |                       |                  | 1                |                  |                  |  |  |              |              |              |              |  |  |                                         |        |        |        |
|  | Lechia Gdańsk                | Lechia Gdańsk                | 3                     | 3                     |                       |                       |                  |                  |                  |                  |  |  |              |              |              |              |  |  |                                         |        |        |        |
|  | Lechia Gdańsk                | Lechia Gdańsk                | 3                     | 3                     |                       |                       |                  |                  |                  |                  |  |  |              |              |              |              |  |  |                                         |        |        |        |
|  |                              |                              |                       |                       |                       |                       |                  |                  |                  |                  |  |  |              |              |              |              |  |  |                                         |        |        |        |

## Meilleurs buteurs
5 buts
- Konrad Kaczmarek (Chrobry Głogów)

4 buts
- Piotr Krawczyk (Legionovia Legionowo)

3 buts
- Igor Angulo (Górnik Zabrze)
- Krzysztof Drzazga (en) (Puszcza Niepołomice)
- Petteri Forsell (Miedź Legnica)
- Patryk Klimala (Jagiellonia Białystok)
- 5 autres joueurs

Source : 90minut.pl